# صومعه (کلیبر)
صومعه (Sowmaeh, Kaleybar) یکی از روستاهای استان آذربایجان شرقی است که در دهستان ییلاق بخش مرکزی شهرستان کلیبر واقع شده‌است. بر اساس سرشماری سال ۱۳۸۵، جمعیت روستا۱۳ نفر در ۵ خانوار می‌باشد..  یک آمارگیری اخیر جمعیت را ۲۰ نفر در ۶ خانوار اعلام کرده‌است.

## اطلاعات بیشتر
- در اواخر دهه ۱۳۲۰، بر اساس جلد چهارم فرهنگ جغرافیایی ایران[۴]، صومعه ۳۷ تن سکنه داشت.[۵]
- روستای صومعه در ۸کیلومتری شهرستان کلیبر واقع شده است،مسیر دسترسی به این روستا: یک کیلومتری جاده جانانلو،فرعی دست راست

در مسیر دسترسی به این روستا درختهای کهنسال و تنومند چنار سر به فلک کشیده در دامنه کوه چشم هر گردشگری را مجذوب خود میکند.
بخش وسیعی از جنگلهای ارسباران در این منطقه قرار دارد،در ۲کیلومتری این روستا اقامتگاه جنگلی آقای نوری با تمام امکانات رفاهی و با چشم اندازی بی نظیر و با دید وسیع جنگل و استخر شنا پذیرای طبیعتگردان عزیز است.
جاذبه های گردشگری روستای صومعه:
۱-مقبره شیخ احمد اردبیلی
۲-درخت کاج مارپیچ با قدمت بیش از ۱۵۰۰سال
۳-اقامتگاه جنگلی آقای نوری
۴-جنگل های بکر و سرسبز
۵-درختان چنار کهنسال با قطر بیش از ۳متر
در قبرستان روستای صومعه که مقبره شیخ احمد در آن واقع شده است،درخت سرو عجیبی وجود دارد که معجزه شیخ مذکور است، این درخت کهنسال در تمام قسمت‌های تنه خود حتی شاخ‌های کوچک حالت پیچ خورده دارد ونیمی از آن سوخته و نیمه دیگر آن همیشه سبز است،و از سایر درختان سرو که در آن منطقه و قبرستان وجود دارند متمایز است.به جرات می توان گفت که این درخت کاح در ایران منحصر به فرد است.